# شپهردسویل (کنتاکی)
شپهردسویل (به انگلیسی: Shepherdsville) شهری در ایالت کنتاکی کشور ایالات متحده آمریکا است که جمعیت آن در سرشماری سال ۲۰۱۰ میلادی، ۱۱٬۲۲۲ نفر بوده‌است.